# Biéville-Quétiéville
Biéville-Quétiéville ist eine Ortschaft und eine ehemalige französische Gemeinde mit 365 Einwohnern (Stand: 1. Januar 2022) im Département Calvados in der Region Normandie. Sie gehörte zum Kanton Mézidon-Canon im Arrondissement Lisieux.
Mit Wirkung vom 1. Januar 2017 wurden die früheren Gemeinden Biéville-Quétiéville und Saint-Loup-de-Fribois zu  einer Commune nouvelle mit dem Namen Belle Vie en Auge zusammengelegt und haben in der neuen Gemeinde den Status einer Commune déléguée. Der Verwaltungssitz befindet sich im Ort Biéville-Quétiéville.

## Lage
Nachbarorte sind
- Hotot-en-Auge im Norden,
- Corbon, Notre-Dame-d’Estrées und Saint-Loup-de-Fribois,
- Le Mesnil-Mauger im Süden,
- Mézidon-Canon im Südwesten,
- Magny-le-Freule und Méry-Corbon im Westen.

## Bevölkerungsentwicklung
| Jahr      | 1962 | 1968 | 1975 | 1982 | 1990 | 1999 | 2008 | 2016 |
| --------- | ---- | ---- | ---- | ---- | ---- | ---- | ---- | ---- |
| Einwohner | 401  | 377  | 327  | 315  | 334  | 338  | 325  | 338  |

## Sehenswürdigkeiten
- Kirchen Saint-Germain in Biéville, Saint-Martin in Quétiéville und Saint-Pierre im Ortsteil Mirbel. Letztere als Monument historique ausgewiesen

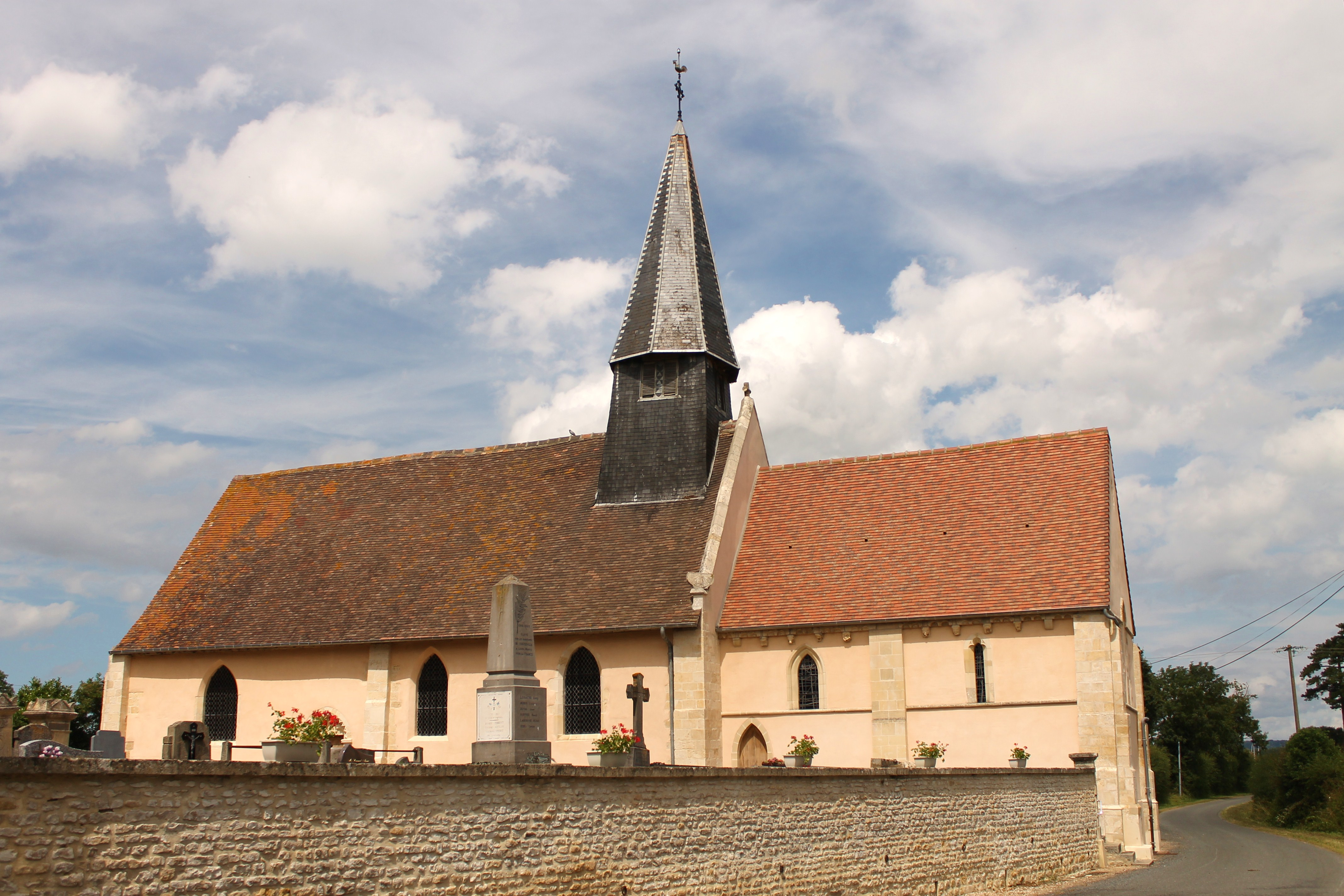
Kirche Saint-Martin
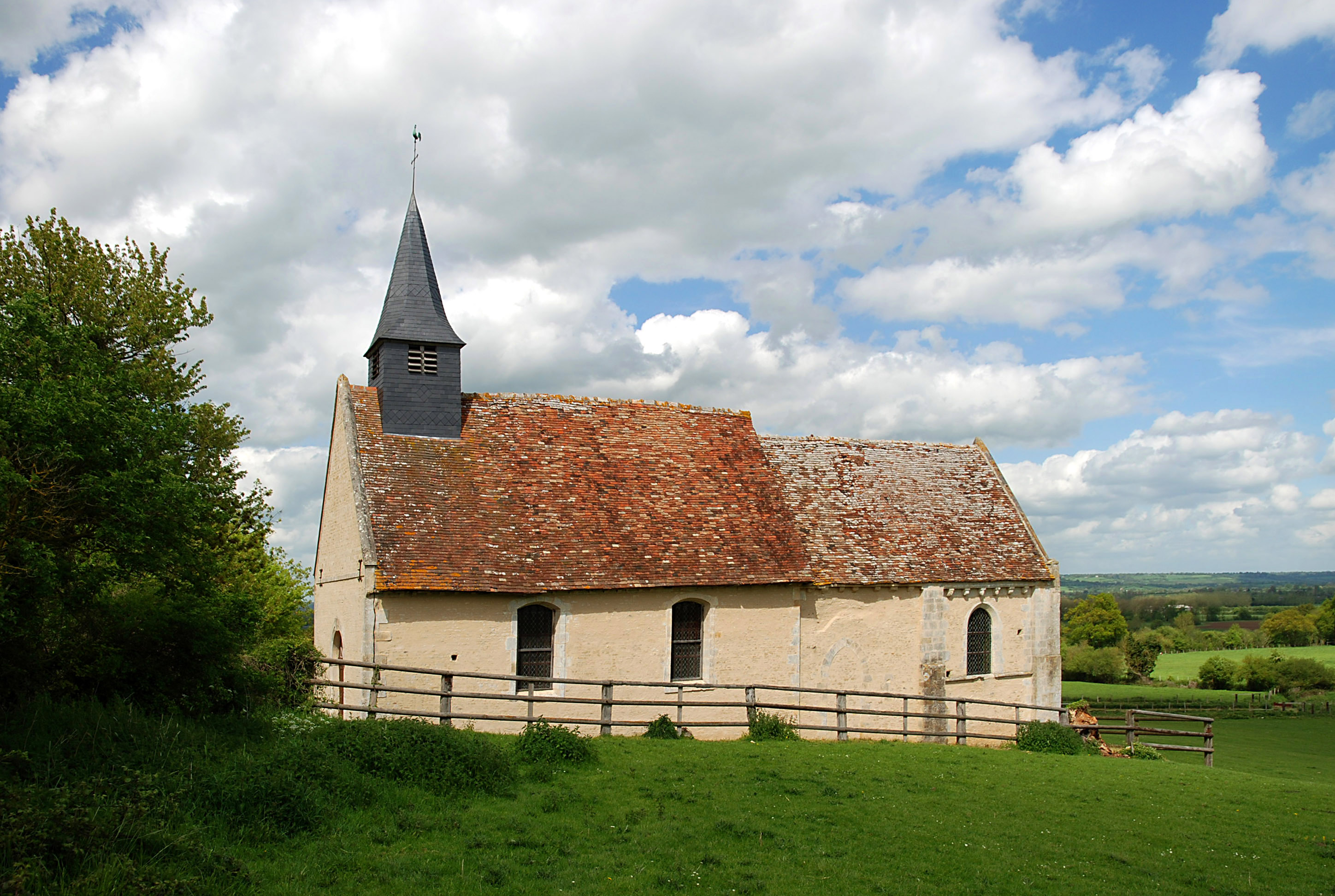
Kirche Saint-Pierre